# Universidade de Wuppertal
A Universidade de Wuppertal (em alemão: Bergische Universität Wuppertal) é uma universidade da Alemanha, localizada na cidade de Wuppertal, estado de Renânia do Norte-Vestfália. 20.000 estudantes estudam atualmente na universidade, que foi fundada em 1972.